# جیوانی، پاکستان
جیوونی (به انگلیسی: Jiwani) یک شهر در بلوچستان پاکستان است. جیوانی ۲۵٬۰۰۰ نفر جمعیت دارد.